# 外ヶ浜町循環バス
外ヶ浜町循環バス（そとがはままちじゅんかんバス）は青森県東津軽郡外ヶ浜町が運行する自治体バスである。2005年3月28日に蟹田町・平舘村・三厩村合併に伴い、3町村で運行していた循環バス・村営バスが外ヶ浜町循環バスとなって誕生した。
3地区とも、自家用自動車（白ナンバー車）による有償運行の形態を採っている。

## 蟹田地区循環バス

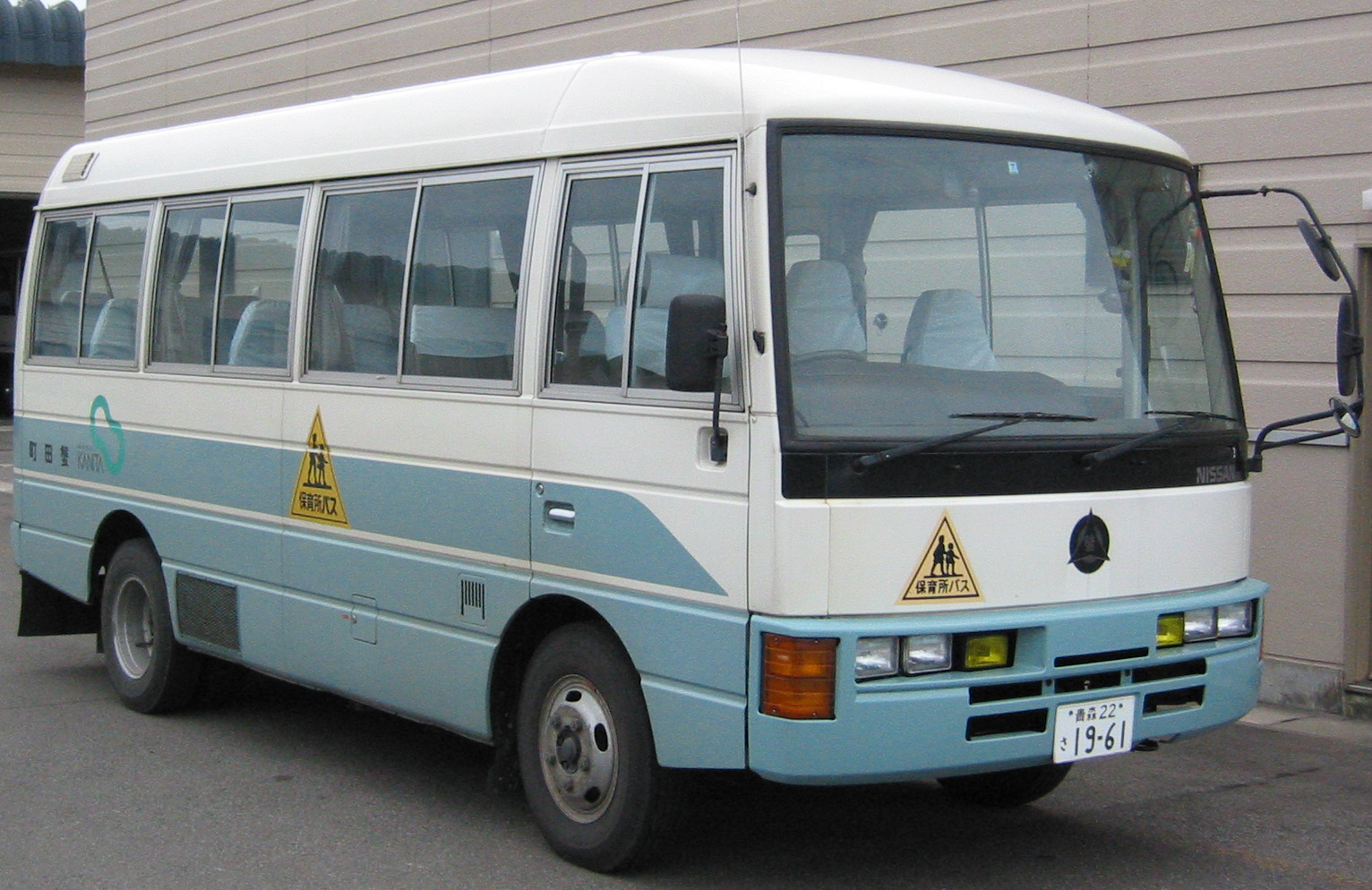
蟹田町循環バス当時の車両

蟹田地区循環バス（かにたちくじゅんかんバス）は、外ヶ浜町旧蟹田町域内を循環運行するコミュニティバスである。
旧蟹田町が運行していた「蟹田町循環バス」を引き継いだものである。

### 概要
- 運賃は1乗車100円、中学生は半額、小学生以下及び障害者は無料
- 日曜及び年末年始は運休

### 運行経路
- 蟹田駅、外ヶ浜町役場、外ヶ浜中央病院を発着地としており、便によりルートが異なる。
- 外ヶ浜中央病院始発の便は実質デマンド交通で、利用者があるときのみ運行し、利用者に応じてルートや停車場所が異なる。

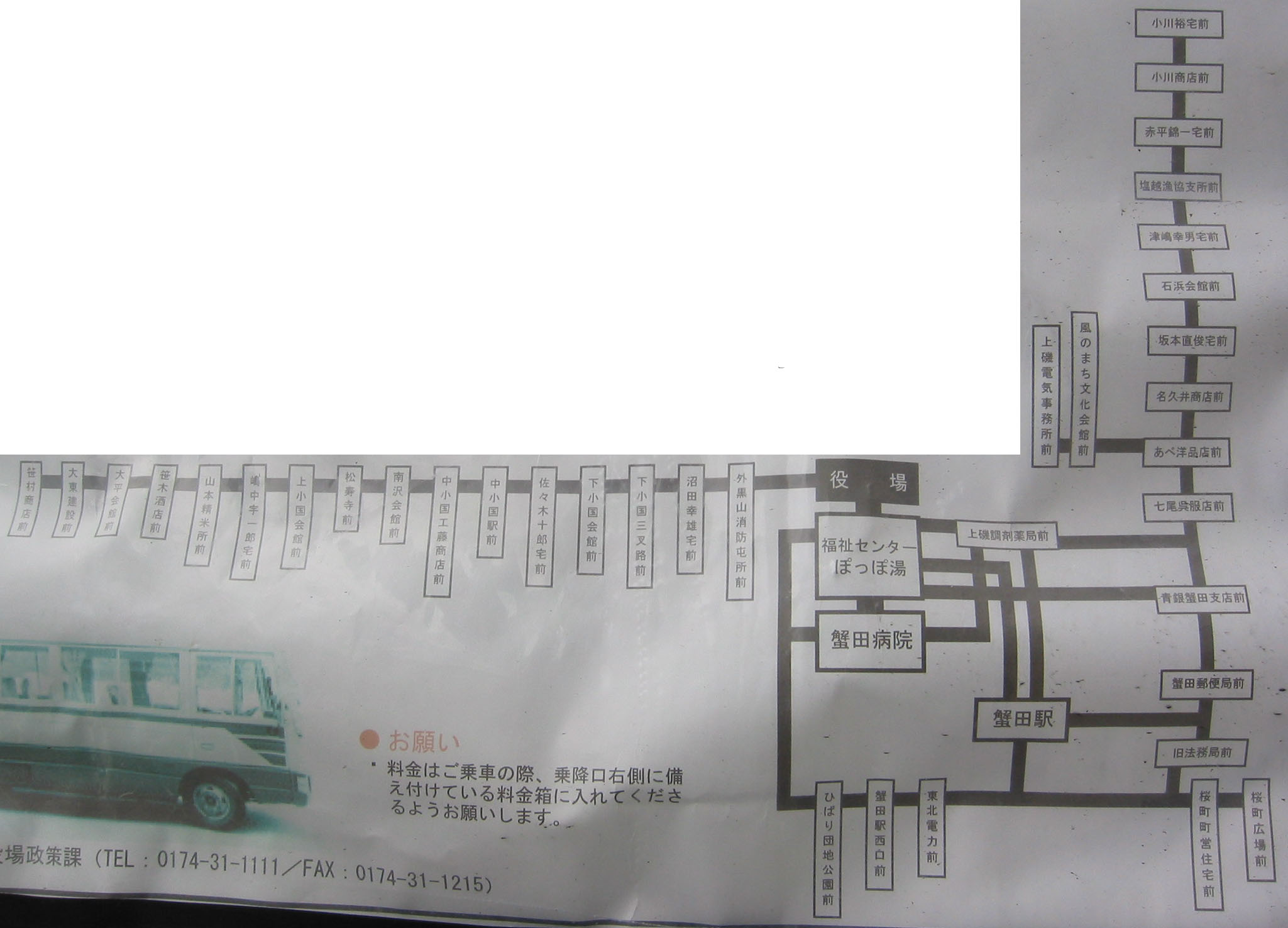
蟹田町循環バス当時の路線図

### 沿革

平舘村営バス当時の車両
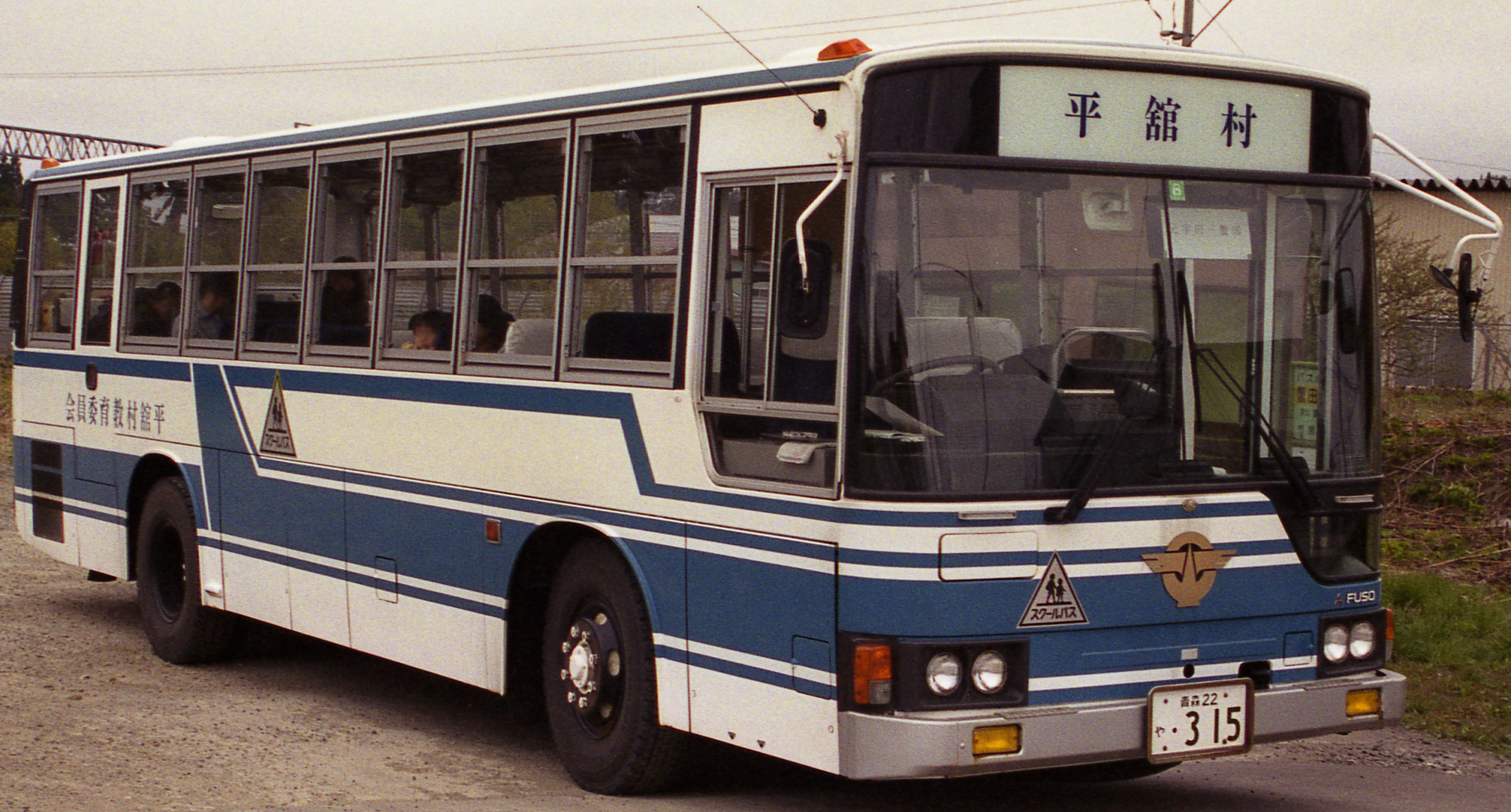
運行開始当時の車両
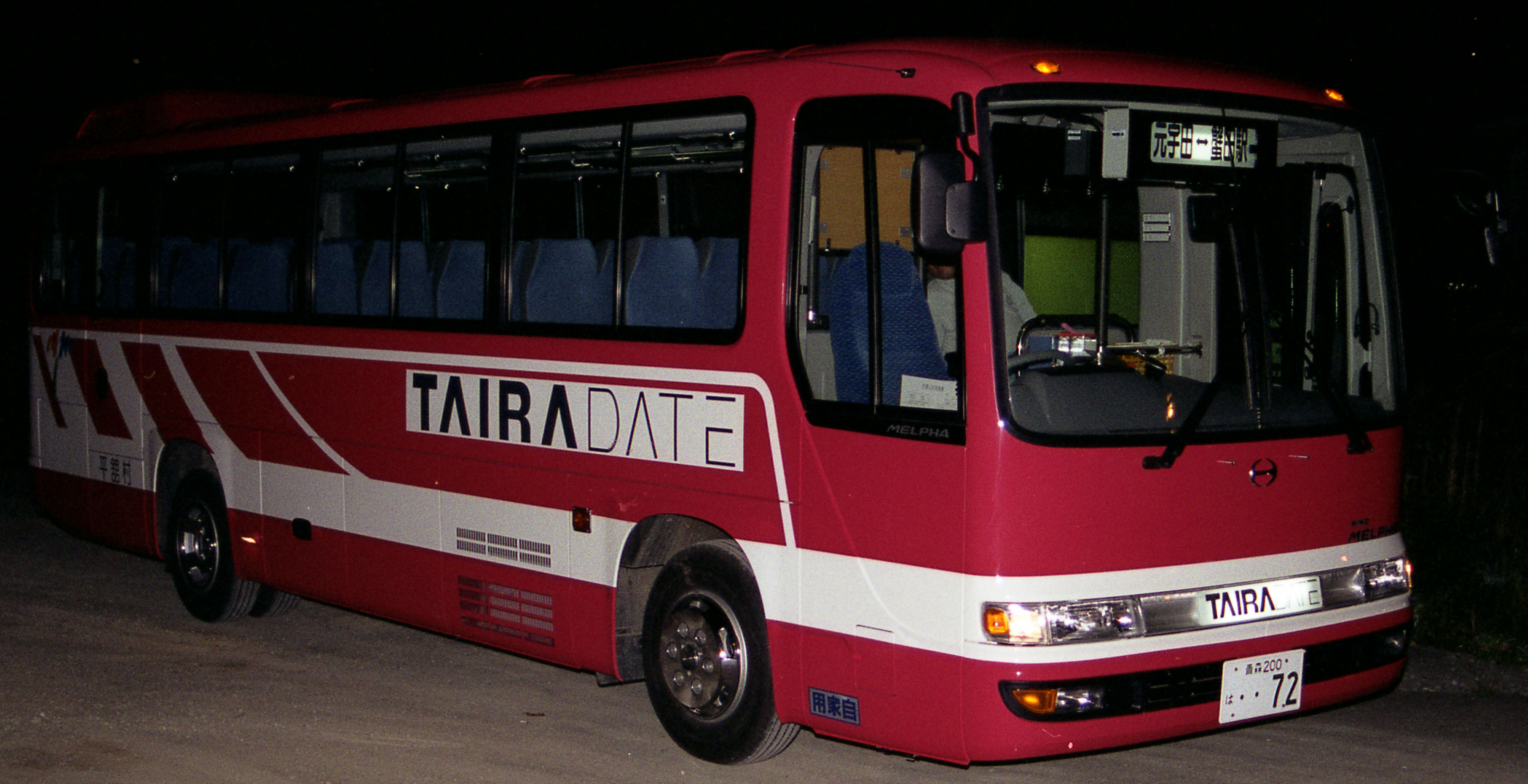
2003年8月11日？ - 「蟹田町循環バス」として運行開始。
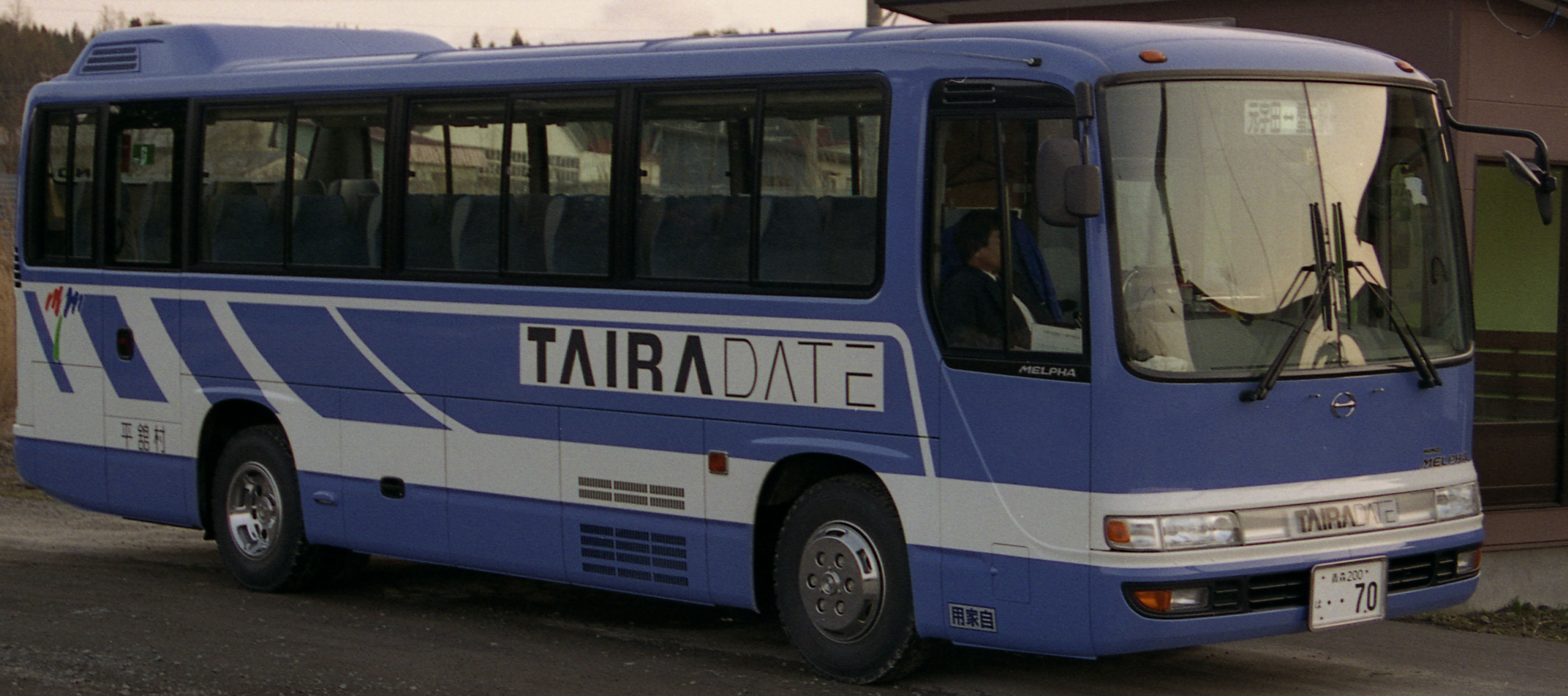
2005年3月28日 - 合併に伴い外ヶ浜町循環バスとなる。

### その他
- 平舘・三厩地区の路線と違って既存バス路線の廃止が契機ではなく、元々バス路線がなかった地域等に路線を新設しており、コミュニティバスの性格を持つ。
- 蟹田町循環バス当時、停留所にはポール等目印になるものが一切置かれておらず、何処が停留所なのかわかりにくい状態であった。

## 平舘地区循環バス

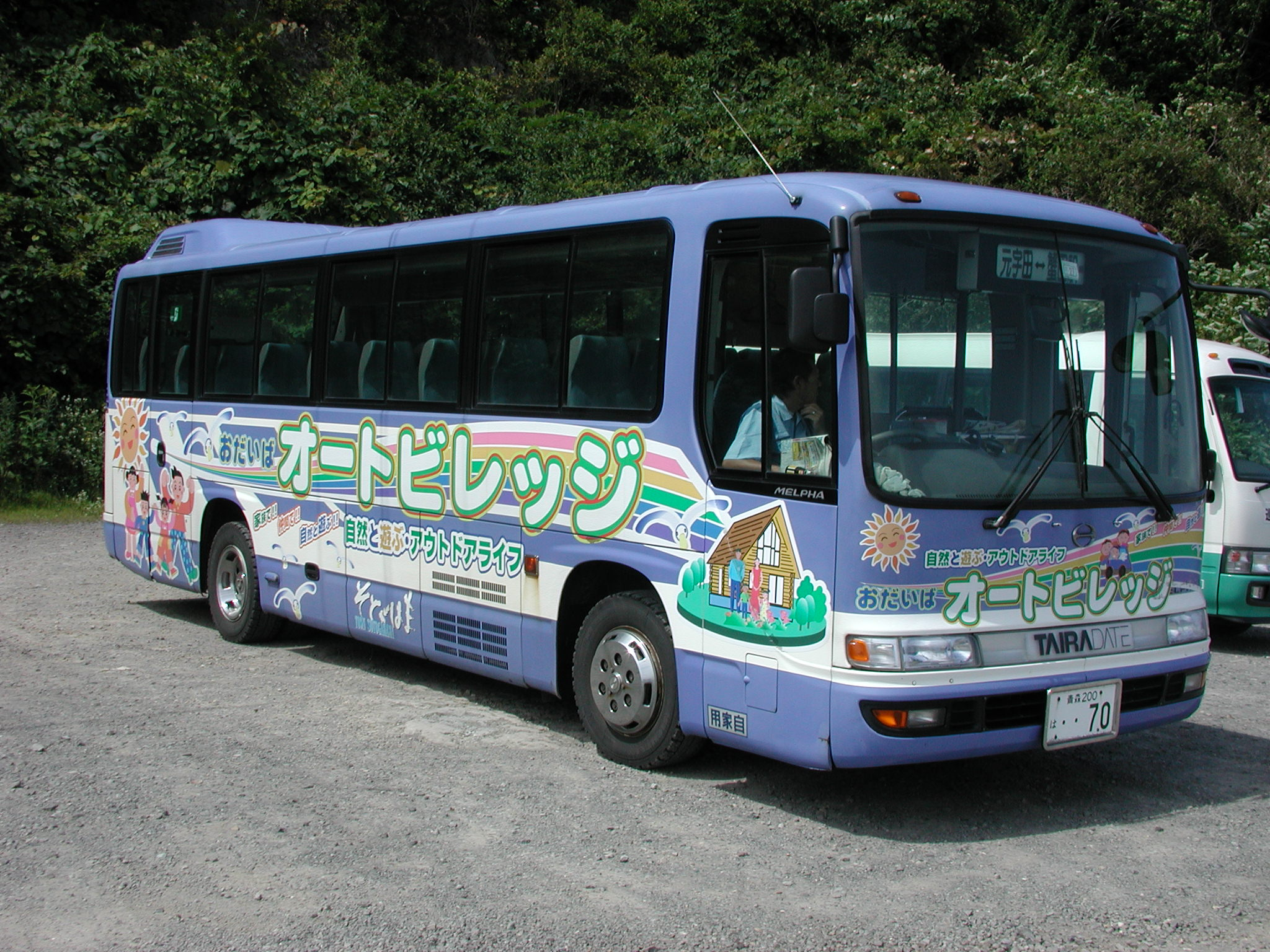
平舘地区循環バスで使われる車両（2009年8月撮影）

平舘地区循環バス（たいらだてちくじゅんかんバス）は、外ヶ浜町字平舘元宇田（旧・平舘村大字石崎字元宇田）と同町上蟹田（旧・蟹田町字上蟹田）にある蟹田駅を結ぶ自治体バスである。青森市営バス蟹田・三厩線の廃止代替バスである。

### 概要
- 運賃は1乗車100円（蟹田地区・平舘地区の区域を超える場合は200円）、中学生は半額、小学生以下及び障害者は無料
- 通年運行

### 運行経路
外ヶ浜町役場 - 外ヶ浜中央病院 - 蟹田駅 - 外ヶ浜町漁協 - 平舘郵便局前 - 平舘支所前 - 元宇田（旧・青森市営バス宇田回転所）

### 沿革
- 2000年4月1日 - 通学利用者が多かった宇田6時30分発蟹田駅行が廃止されたため、平舘村がスクールバスとして代替運行開始（のち一般村民も利用可能になる）。

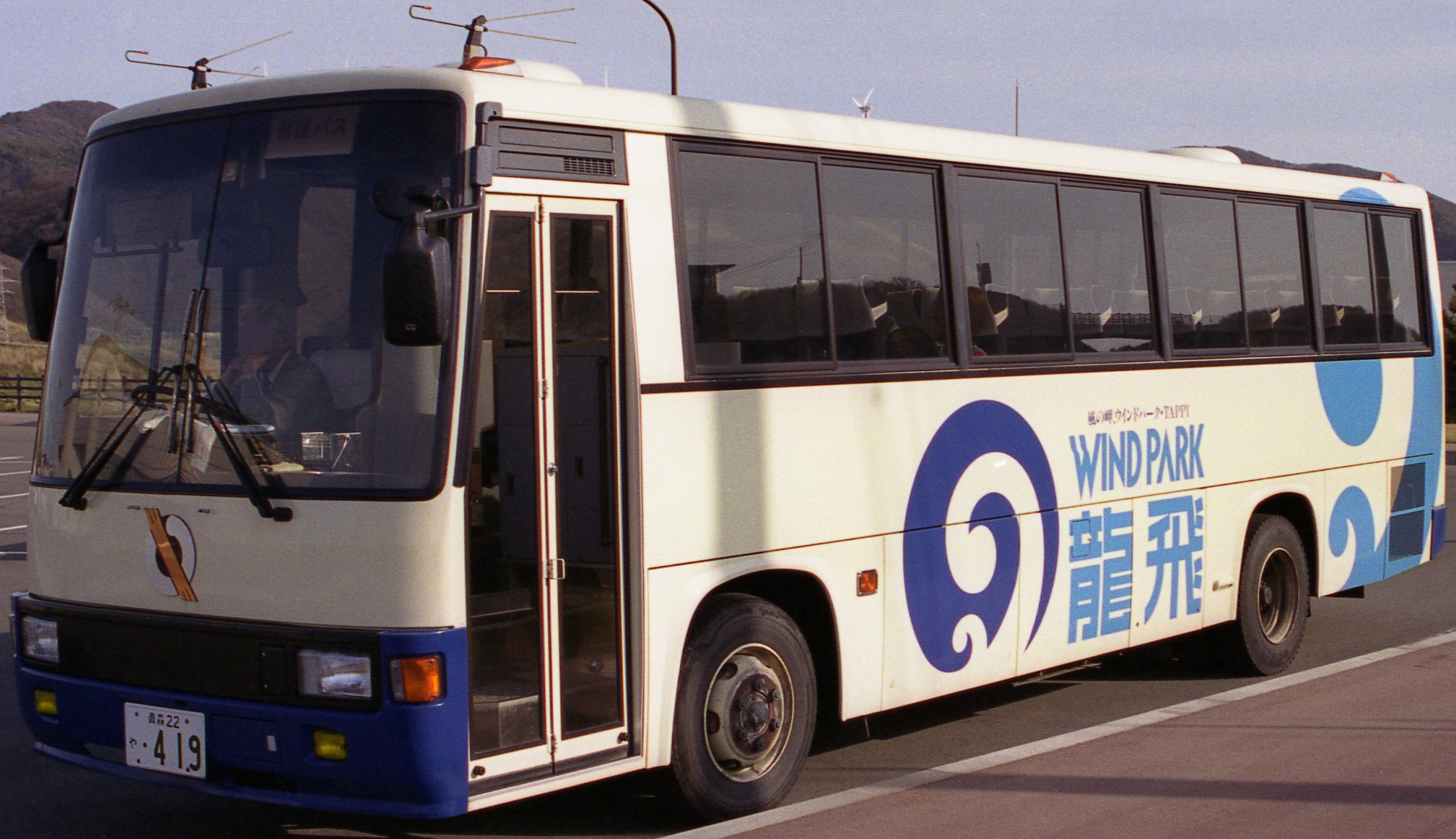
三厩村当時の車両

- 2001年4月1日 - 青森市営バス上磯営業所管内蟹田・三厩線廃止。平舘村が蟹田駅～平舘村宇田間の運行を引き継ぐ。
- 2005年3月28日 - 合併に伴い外ヶ浜町循環バスとなる。

- 平舘村営バス当時の車両
- 運行開始当時の車両
- 2001年9月頃の車両
- 2002年3月頃の車両

### その他
- 元宇田回転所から今別町巡回バスが連絡する（1日3往復のみ）。
- 旧・平舘村内はフリーバスとなっている。

## 三厩地区循環バス

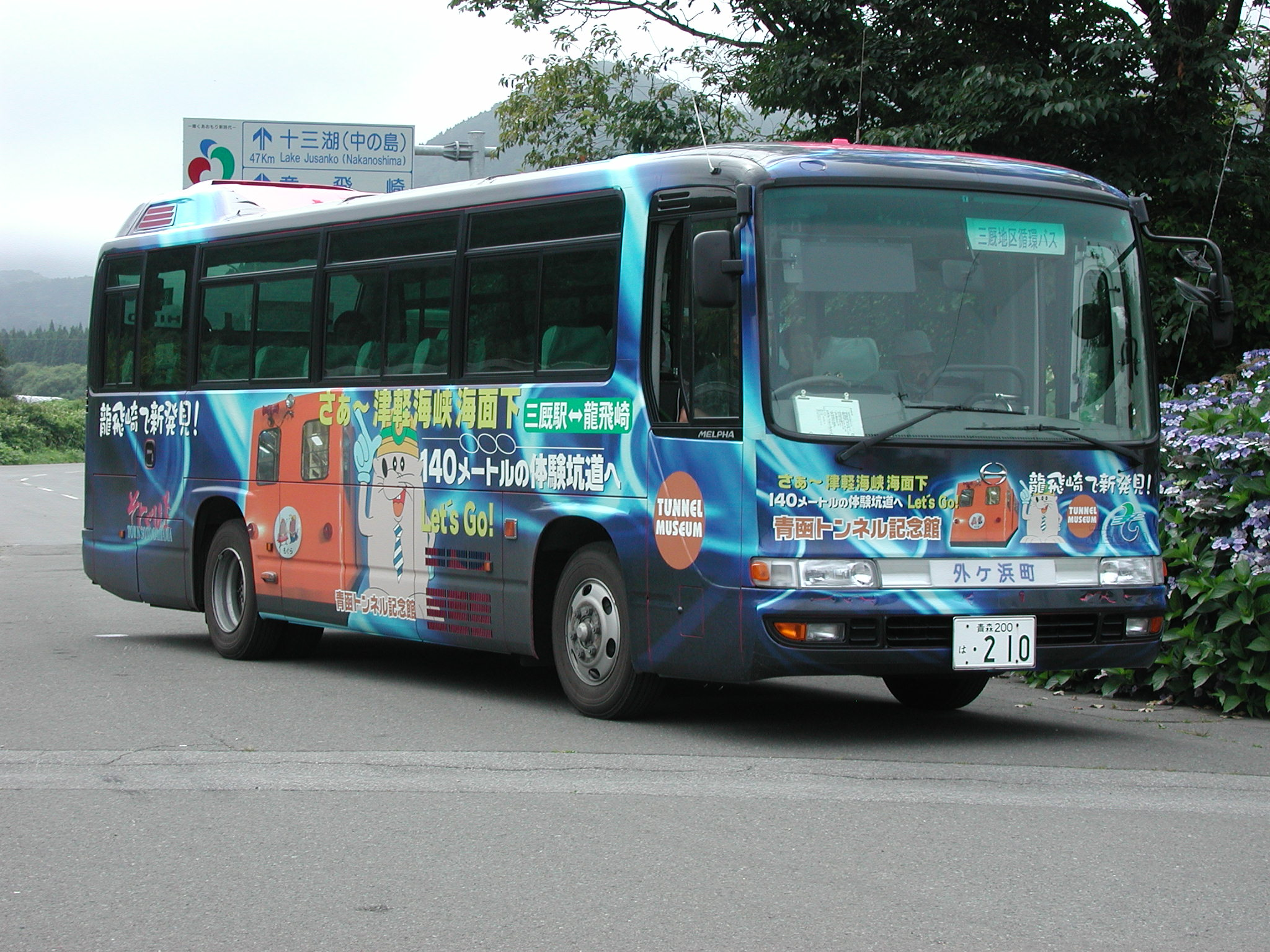
三厩地区循環バスで使われる車両（2009年8月撮影）

三厩地区循環バス（みんまやちくじゅんかんバス）は、外ヶ浜町字三厩東町（旧・三厩村字東町）にある三厩駅と同町龍飛を結ぶ自治体バス。青森市営バス竜飛線廃止に伴う廃止代替バスである。

### 概要
- 運賃は1乗車100円（三厩地区の区域を越える場合は200円）、中学生は半額、小学生以下及び障害者は無料
- 通年運行（一部土日祝・年末年始運休）

### 運行経路
- 龍飛線
  - 三厩駅 - 三厩支所前 - 上宇鉄 - 龍飛漁港 - 青函トンネル記念館前 - 龍飛埼灯台
※龍飛漁港～龍飛埼灯台間は冬期間、気候や路面状況により運行しない場合あり。
  - 三厩駅で今別町巡回バスと接続。
- 蟹田線
  - 往路・・・龍飛方面からの便が三厩駅からそのまま今別町を経由して蟹田駅・外ヶ浜中央病院まで運行。
  - 復路・・・外ヶ浜中央病院・蟹田駅・外ヶ浜歯科診療所で乗車を扱い、三厩駅は経由せず、龍飛方面は乗客が降車するまで運行。
  - 外ヶ浜中央病院の診療日以外は運休。

### 沿革
- 2001年4月1日 - 青森市営バス三厩・竜飛線廃止、三厩村地域循環バス代替運行開始。
- 2004年10月1日 - 運賃を200円から300円に変更。
- 2005年3月28日 - 合併に伴い外ヶ浜町三厩循環バスとなる。同時に浜名経由の便を新設。
- 2006年7月1日 - 運賃を200円に変更。

### 青森市営バス時代の営業係数
| 年度       | 営業係数   |
| ---------- | ---------- |
| 平成7年度  | 284.82円   |
| 平成8年度  | 364.58円   |
| 平成9年度  | 379.78円   |
| 平成10年度 | 485.09円   |
| 平成11年度 | 1,892.08円 |
| 平成12年度 | 497.31円   |